# プルデンシャル・ファイナンシャル
プルデンシャル・ファイナンシャル（Prudential Financial, Inc.）は、生命保険を主業としたアメリカ合衆国最大級の保険・金融サービス企業でフォーチュン500の1社。140年以上の歴史を有し、世界40カ国以上において個人および機関投資家の顧客に保険、退職金、投資サービスなどの金融商品とサービスを提供している。2019年、プルデンシャル社の総資産8151億ドルで、米国最大の保険会社。
なお、イギリスの同業者「プルーデンシャル」とは無関係である。

## 沿革

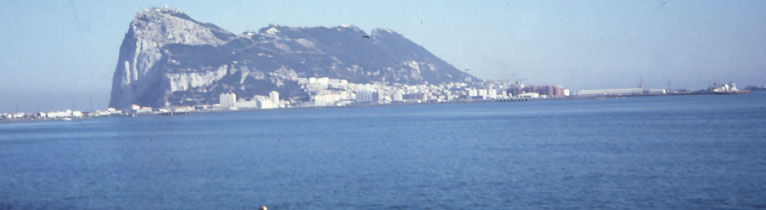
社章の元となったジブラルタ・ロック

商標（社章）に、堅固な財務基盤を象徴するものとして「ジブラルタル・ロック」（難攻不落なジブラルタの要塞）を使っており、通称「The Rock」もしくは「The PRU」の名前で親しまれている。

### ドライデンとリンダベリー
1875年にのちに上院議員となるジョン・フェアフィールド・ドライデン（John F. Dryden）によって「プルデンシャル友愛組合」(Prudential friendly society)としてニュージャージー州のニューアークに設立された。当時の生命保険は掛金・保険金とも高額で、一握りの裕福な上流階級の人々が加入しているにすぎなかった。しかし大不況にあえぐ庶民に対しても身の丈にあった保険を展開しようと試みたのである。まず「プルデンシャル」というのがイギリスのプルーデンシャル(現Prudential.plc)の商号を使ったものである。イギリスではゼネラル・アクシデント（現アビバ）やプルーデンシャルが労働者保険を普及させていたが、ドライデンは現地調査をして、週に3セントという非常に安い掛金で加入できる労働者保険をアメリカで初めて販売した。1911年にドライデンは死去し、息子のフォレスト・F・ドライデンが引き継ぎ1922年まで勤めた。プルデンシャルは少数株主による係争などかなりの困難を伴いながら、1915年には実質的に相互会社となった。この改組はリンダベリー（Richard V. Lindabury, 1850-1925）の主導で行われた。リンダベリーは、1905年アームストロング調査のときメットライフとプルデンシャルの両社を代表し、また後のプジョー委員会でジョン・モルガンらを弁護していた。こうしてプルデンシャルの証券投資はモルガン流、あるいはエジソン流になっていった。1928年にはメットライフと他8社を抱きこんだ保険料カルテルを実現した。なお、1926年にフランクリン（Franklin D'Olier）が入社した。

### 証券化と機関化を推進
メットライフとの寡占体制は、先のフランクリンが社長をつとめる第二次世界大戦中に巨額の米国債を消化した。戦後の資金需要が住宅ローンや社債へ切りかわり、メットライフとプルデンシャルは新興他社に対応の早さでひけをとって寡占を破られていった。また、1956年にはインド事業を国有化された。補償金は有効に運用された。1950年代中ごろIBMに対する金融に際してはモルガン・ギャランティ・トラスト系列のバンカース・トラスト（現ドイツ銀行）へ急接近、1960年代初期には同行と役員交流をふくむ協力関係を築いた。プルデンシャルは1968年不動産業へ、1970年損害保険業へ参入した。1973年にロバート・A・ベックが12代会長となって、リテール業務をグローバルに展開した。国際保険部門の最高責任者に日本人を起用したこともある。同年、プルデンシャルは再保険を手がけるようになった。1976年イギリスのハンブロ生命を買収し、ユーロ市場に食い込んでいった。その勢いで1973-78年の間にプルデンシャルはカナダで不動産開発を手がけた。1981年、年金基金が不動産投資をするための特別目的事業体を設立した（Property Investment Separate Account）。この同年、証券会社を設立した（Prudential-Bache）。1983年6月27日ベックは議会で、プルデンシャルがノンバンクを保有していなくても連邦預金保険公社がプルデンシャルのマネー・マーケット・ファンドを保護するべきだと豪語した。アメリカ経済が機関化した1980年代、プルデンシャルはエンパイア・ステート・ビルディングを所有したが、証券取引委員会から投資家を詐欺した疑いで罰金を課され、1997年には集団訴訟を提起された。

### 株式会社化とAIG買収
1989年、証券会社（Prudential-Bache）がシャドー・バンキング・システムを拡大した代わりに500万ドル前後の損失を計上した。親会社のプルデンシャルは救済融資として24億ドルを注入したが、以降10年にわたりプルデンシャルはスリム化していった。
2001年12月、プルデンシャルは株式会社となってニューヨーク証券取引所に上場した（初値1株27.5ドル）。その後5年の間に株価は一時1株100ドルを突破、自己資本利益率も平均12%に達した。それらの功績を以って、前最高経営責任者（CEO）であるA・ライアン（Arthur F. Ryan）は米国の「機関投資家」誌において生命保険部門における「ベストCEO　イン　アメリカ」に選ばれている（2005年1月）。2008-9年、ウェルズ・ファーゴとのジョイント・ベンチャーだったリテール・ブローカー業務の持分（38％）をウェルズ・ファーゴに売却し、ウェルズ・ファーゴは45億ドルを払ってワコビアの持分も取得した。
日本のプルデンシャル生命保険は、米国プルデンシャル（Prudential Financial）の子会社であり、商標権は親会社がもっている。また子会社としてはジブラルタ生命保険（旧協栄生命保険）等がある。2011年2月、同業大手のAIGから、AIGエジソン生命保険及びAIGスター生命保険を継承債務込みの48億ドルで買収。2012年1月にジブラルタ生命がAIGエジソン生命とAIGスター生命を統合。国内の外資系生保としては資産規模・保険料収入・保有契約ともに最大手グループとなった。2010年欧州ソブリン危機は機関投資家の保有するユーロ債に大打撃を与え、証券化のストラクチャーにも影響を与えていた。

## リビング・ニーズ特約のパイオニア
AIGの歴史を参考にすると、保険会社の不動産業とヘルスケアは一体不可分に展開するものといえそうである。
1987年、プルデンシャル不動産が4分割されたが、その一つはおそらくMBS特化事業であった（Prudential Morgage Capital）。分割の同年、プルデンシャルはメリルリンチ不動産とメリルリンチ再開発を買収した。
1989年に米国プルデンシャルの元社長ロナルド・バーバロは仕事の傍らボランティア活動にも多くの時間を割いていた。当時のアメリカはエイズが社会問題となっており、彼はエイズ患者が入院するホスピスを訪問した際、「何かできることはありませんか」とある患者に尋ねた。するとある患者が「私は尊厳ある死を迎えたい」と答えたという。
実はその患者は医療費など多額の借金を抱えていた。生命保険に加入していたが、生命保険は亡くならなければ保険金を受け取ることができない。バーバロは保険業に携わるものとして何かできないかと考えた末に、いずれ支払われる保険金であれば、生きている間に前払いできないだろうかと考えた。
そして彼は社内や行政を説得して、「リビング・ニーズ特約」を実現させた。保険金を受け取った患者は借金を清算し、クリスマスには故郷に帰り、プレゼントも買い、家族と一緒に過ごすことができるまでになった。そして、最期まで自分の身の回りの世話をできるように洗濯機を買い、余った保険金を教会に寄付したという。その後、リビング・ニーズ特約は世界中に広まり、現在では殆んどすべての生命保険会社が付加する無料の特約となっている。
2004年、プルデンシャルはシグナ・コーポレーション（Cigna Corp）の退職・投資ファンド商品部門を運用資産に組み入れた。
ヘルスケアとの相乗効果で増発されたMBSが世界金融危機を招いて、新たなリビング・ニーズを創出した。
米FORTUNE誌の「世界で最も称賛される企業（生命・医療保険部門）」において、2020年までの過去10年において40か国50社中第1位に6回選ばれている。

## 日本でのグループ会社
- プルデンシャル・ホールディング・オブ・ジャパン（日本国内でのプルデンシャル・ファイナンシャルグループを統括する持株会社）
  - プルデンシャル生命保険
  - ジブラルタ生命保険
    - プルデンシャルジブラルタファイナンシャル生命保険

  - プルデンシャル・ジブラルタエージェンシー（生命保険の募集に関する業務や損害保険の代理業務などを担当）
  - PGIMジャパン（生命保険、投資信託、年金、退職関連業務などを手がける資産運用ビジネスの中核を担っているPGIMインクの日本拠点）